# Baseball-Bundesliga 1998
Die Baseball-Bundesliga 1998 war die 15. Saison der Baseball-Bundesliga. Die Köln Dodgers gewannen am Ende der Saison in einem knappen Finale gegen die Paderborn Untouchables und entthronten damit die Mannheim Tornados.

## Reguläre Saison
Durch eine Regeländerung wurde die Zahl der Spiele in der regulären Saison von 28 auf 40 erhöht. Als Ausgleich qualifizierten sich aber nur die jeweils zwei besten Mannschaften der Bundesliga Nord und Süd für die Play-offs, die somit ohne Viertelfinale ausgespielt wurden.
Nach der eigentlich regulären Saison mit 28 Spielen wurde jede Staffel in eine obere und eine untere Hälfte geteilt, in der nochmals jede Mannschaft gegen die drei anderen Mannschaften vier Spiele austrug und dabei ihre Siege aus der regulären Saison mitnahm.

### 1. Bundesliga Nord
Im Vorjahr stieg mit den St. Pauli Knights nur eine Mannschaft ab, sodass die Ratingen Goose Necks die einzigen Aufsteiger waren. Die Entscheidung um die Play-off-Teilnahme war aufgrund der Kürzung der Play-off-Plätze sehr knapp, schlussendlich gewannen die Köln Dodgers die Bundesliga Nord mit einem Sieg Vorsprung vor den Paderborn Untouchables. Punktgleich mit Paderborn auf dem 3. Platz verpassten die Bonn Capitals die K.-o.-Runde nur ganz knapp.
Am Tabellenende mussten Berlin Phoenix und die Düsseldorf Senators absteigen.
Tabelle:
|    | Team                   | G  | V  | Pct. | GB |
| -- | ---------------------- | -- | -- | ---- | -- |
| 1. | Köln Dodgers           | 31 | 9  | .775 | 0  |
| 2. | Paderborn Untouchables | 30 | 10 | .750 | 1  |
| 3. | Bonn Capitals          | 30 | 10 | .750 | 1  |
| 4. | Lokstedt Stealers      | 18 | 22 | .450 | 13 |
| 5. | Wolfsburg Yahoos       | 15 | 25 | .375 | -  |
| 6. | Ratingen Goose Necks   | 14 | 26 | .350 | -  |
| 7. | Düsseldorf Senators    | 13 | 27 | .325 | -  |
| 8. | Berlin Phoenix         | 9  | 31 | .225 | -  |

### 1. Bundesliga Süd
Die Trier Cardinals hatten ihre Mannschaft für die Bundesliga-Saison 1998 zurückgezogen und so mussten nur die Mannheim Amigos absteigen. Als Aufsteiger kamen die Grünwald Jesters und die Ingolstadt Schanzer neu in die Bundesliga. Für letztere sollte es aber nur ein kurzer Abstecher in die Bundesliga sein, am Saisonende stiegen sie mit nur 6 Siegen aus 40 Partien als Tabellenletzter ab.
An der Tabellenspitze qualifizierten sich wenig überraschend der Titelverteidiger Mannheim Tornados als Staffelsieger mit nur vier Niederlagen für die Play-offs. Begleitet wurden sie von den Mainz Athletics, die sich mit einem Sieg Vorsprung vor den Regensburg Legionären den zweiten Platz sichern konnten.
Tabelle:
|    | Team                 | G  | V  | Pct.  | GB |
| -- | -------------------- | -- | -- | ----- | -- |
| 1. | Mannheim Tornados    | 36 | 4  | 0.900 | 0  |
| 2. | Mainz Athletics      | 30 | 10 | 0.750 | 6  |
| 3. | Regensburg Legionäre | 29 | 11 | 0.725 | 7  |
| 4. | Ladenburg Romans     | 15 | 25 | 0.375 | 21 |
| 5. | Grünwald Jesters     | 18 | 22 | .450  | -  |
| 6. | Tübingen Hawks       | 17 | 23 | .425  | -  |
| 7. | Friedberg Braves     | 9  | 31 | .225  | -  |
| 8. | Ingolstadt Schanzer  | 6  | 34 | .150  | -  |

## Play-offs
Nach den 12 Spielen der jeweils vier bestplatzierten Mannschaften zogen die zwei Topteams in die Play-offs ein. Dabei sahen die Mannschaften aus der Bundesliga Süd kein Land und verloren beide Halbfinals. Im daraus resultierenden reinen Nord-Finale konnten die Köln Dodgers die Paderborn Untouchables nach drei Spielen mit 2:1 bezwingen und sich so den deutschen Baseballmeistertitel 1998 sichern.
| Halbfinale | Halbfinale             | Halbfinale | Halbfinale | Halbfinale |  |    | Finale                 | Finale | Finale | Finale | Finale |
|            |                        |            |            |            |  |    |                        |        |        |        |        |
| S1         | Mannheim Tornados      | 7          | 11         | 2          |  |    |                        |        |        |        |        |
| N2         | Paderborn Untouchables | 14         | 1          | 3          |  | N2 | Paderborn Untouchables | 4      | 8      | 2      |        |
| S2         | Mainz Athletics        | 3          | 4          |            |  | N1 | Köln Dodgers           | 3      | 11     | 8      |        |
| N1         | Köln Dodgers           | 7          | 12         |            |  |    |                        |        |        |        |        |